# Пластирас
Пластирас (на гръцки: Λίμνη Πλαστήρα) е язовир в Гърция, изграден на платото Неврополи, северно от тесалийския град Кардица. Максималната му дълбочина е около 60 m.

## История
Идеята за изграждането на язовира е на полковник Николаос Пластирас, министър-председателя на Гърция през 1945 г., 1950 г., 1951-1952, родом от тези край. През 1935 г. той посещава родния си край по време на катастрофалните наводнения, причинени от проливни дъждове и предлага идея с план за припокриване на тясната долина река Мегдова, извираща от района на Аграфа.
Финансиране на строителството на язовира е за сметка на репарациите под формата на държавен дълг към Гърция от Италия през ВСВ, а строителството е извършено от френска компания.
На язовирната стена е изградена ВЕЦ с мощност 400 MW, собственост на гръцката Обществена електрическа компания.
От друга страна, водите на язовира са важен източник на напояване за плодородната Тесалийска равнина.
Планинският район около язовира е популярен център за алпинизъм. На 4 км от езерото се намира Петренският манастир „Успение Богородично“.